# باشگاه والیبال تورینو
باشگاه والیبال تونی تورینو (انگلیسی: CUS Torino Pallavolo) یک باشگاه مستقر در تورین ایتالیا بود. تورینو یکی باشگاه‌های مطرح در سری آ که در سال‌های ۱۹۷۰ تا ۱۹۹۰ بود.

## دست‌آوردها
- ۱ قهرمانی لیگ قهرمانان والیبال اروپا: ۱۹۸۰
- ۴ قهرمانی سری آ۱ در سال‌های: ۹۷۸-۷۹، ۱۹۷۹-۸۰، ۱۹۸۰-۸۱، ۱۹۸۳-۸۴
- ۱ قهرمانی جام کنفدراسیون والیبال اروپا: ۱۹۸۴